# Abaeté Aviação
Abaeté Aviação ist eine Fluggesellschaft mit Sitz in Salvador (Bahia), Brasilien und Basis am Flughafen Salvador. Obwohl das Unternehmen 1995 gegründet wurde, war es bis 2020 nicht berechtigt, regelmäßige Flüge durchzuführen.

## Geschichte
Abaeté Aviação kann ihre Ursprünge auf Aerotáxi Abaeté zurückführen, eine Lufttaxi-Fluggesellschaft, die 1979 von den Piloten Milton Tosto und Jorge Mello in Bahia gegründet wurde.  1994 gründete Aerotáxi Abaeté eine Schwestergesellschaft namens Abaeté Linhas Aéreas, die sich dem Betrieb von Liniendiensten widmete. Später wurde die Holdinggesellschaft Abaeté Aviação gegründet, bestehend aus Aerotáxia Abaeté und Abaeté Linhas Aéreas. Beide Unternehmen boten weiterhin Dienstleistungen als Charter- und Linienfluggesellschaften an und tauschten manchmal Flugzeuge aus. In den 1990er Jahren betrieb das Unternehmen ein großes regionales Netzwerk, das unter anderem Städte wie Jequié, Caravelas, Teixeira de Freitas, Bom Jesus da Lapa, Guanambi, Barreiras, Vitória da Conquista enthielt, die durch vier Embraer EMB-110 Bandeirante verbunden wurden. Später betrieb das Unternehmen eine Handvoll Cessna C-208. Jahre später wurde der Linienflugbetrieb eingestellt und das Unternehmen konzentrierte sich wieder auf Lufttaxi und Einzelcharter. 
Abaeté Linhas Aéreas stellte den Dienst im Jahr 2012 ein, aber Abaeté Aviação bestand weiter. Im März 2020 erhielt Abaeté Aviação die Genehmigung, selbst Linienflüge durchzuführen.

## Flugziele
Folgende Ziele werden angeflogen
- Flughafen Barra Grande, Barra Grande, Maraú (Região Nordeste)
- Flughafen Morro de São Paulo, Morro de São Paulo, Cairu (Região Nordeste)
- Flughafen Salvador
- Flughafen Mucugê, Mucugê (Região Nordeste)[6]

## Flotte
Die Flotte besteht mit Stand  Juli 2022 aus 15 Flugzeugen:
| Flugzeugtyp                 | aktiv | bestellt | Anmerkungen | Sitzplätze |
| --------------------------- | ----- | -------- | ----------- | ---------- |
| Cessna 208 Caravan          | 04    |          |             | 9          |
| Embraer EMB-110 Bandeirante | 03    |          |             | 14         |
| Embraer EMB-121 Xingu       | 03    |          |             | 6          |
| Embraer EMB-821 (Caraja)    | 04    |          |             | 8          |
| Hawker Siddeley HS.125-400  | 01    |          |             | 7          |
| Gesamt                      | 15    |          |             |            |

## Ehemalige Flugzeugtypen
Abaeté verwendete früher folgende Flugzeugtypen:
- Raytheon 400 Beechjet
- Cessna 401/402 Utiliner
- Cessna Citation II 500
- Piper PA-31 Navajo